# Ryan Dicker
Ryan James Dicker (Stoke-on-Trent, 22 settembre 1986) è un ex calciatore anglo-verginiano, di ruolo difensore.

## Carriera

### Giocatore

#### Club
Ha giocato dal 2006 al 2017 con vari club semiprofessionistici nelle serie minori inglesi, sempre tra la settima e la nona divisione.

#### Nazionale
Tra il 2015 ed il 2016 ha giocato complessivamente 5 partite in nazionale (2 partite di qualificazione ai Mondiali, 2 di qualificazione alla CONCACAF Gold Cup ed un incontro amichevole, peraltro quello in cui ha esordito).

### Allenatore
Nella stagione 2021-2022 è stato vice allenatore della squadra Under-18 del Crewe Alexandra, di cui invece nella stagione 2022-2023 è stato allenatore; nella stagione 2023-2024 è stato promosso al ruolo di vice allenatore della prima squadra, impegnata nella quarta divisione inglese.

## Palmarès

### Giocatore

#### Competizioni regionali
- North West Counties League: 1

Newcastle Town: 2009-2010
- Staffordshire Senior Cup: 1

Newcastle Town: 2009-2010